# わび・さび
わび・さび（侘《び》・寂《び》）は、慎ましく、質素なものの中に、奥深さや豊かさなど「趣」を感じる心、日本の美意識。美学の領域では、狭義に用いられて「美的性格」を規定する概念とみる場合と、広義に用いられて「理想概念」とみる場合とに大別されることもあるが、一般的に、陰性、質素で静かなものを基調とする。本来は侘（わび）と寂（さび）は別の意味だが、現代ではひとまとめにして語られることが多い。茶の湯の寂は、静寂よりも広く、仏典では、死、涅槃を指し、貧困、単純化、孤絶に近く、さび（寂）はわびと同意語となる。人の世の儚（はか）なさ、無常であることを美しいと感じる美意識であり、悟りの概念に近い、日本文化の中心思想であると云われている。

## 侘

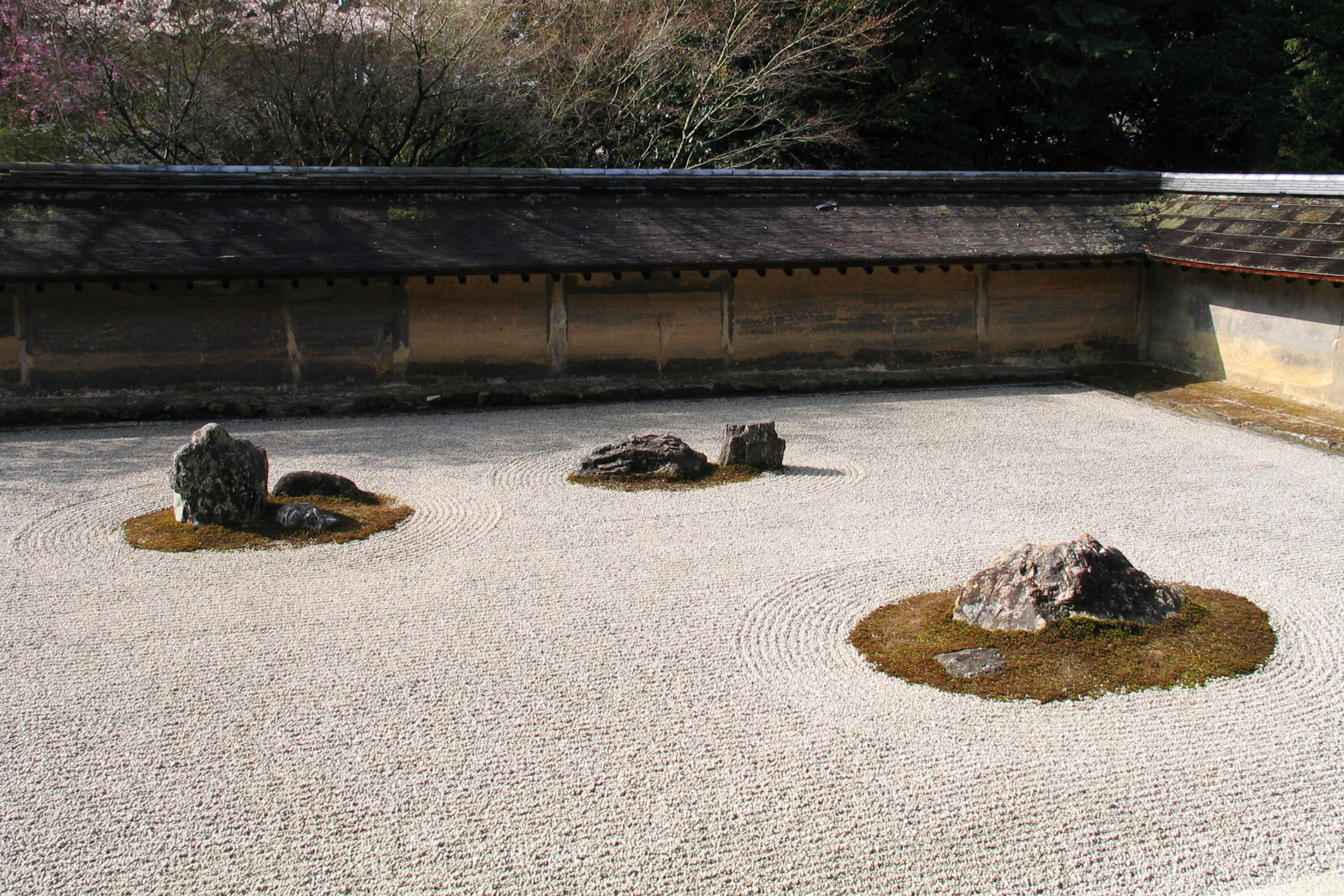
龍安寺方丈庭園（石庭）。ここは曇っていてはだめだ。強い陽射しではない明るい日の中で観る古茶けた塀にこそ侘びを表象し、その塀の微妙なる色合いの変化こそが、この庭の凡てである。然びたる石庭そのものも造りは素晴らしいが、塀の色合いに勝ることはない（森神等覚（逍遥） 『侘び然び幽玄のこころ』）。

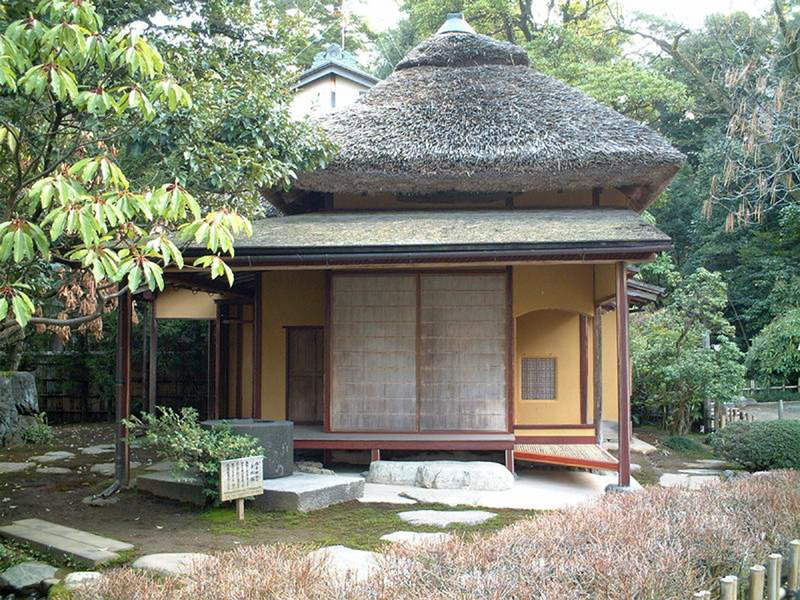
兼六園の茶室、夕顔亭。わび茶で使われる茶室は、一般的に写真のように周りに木や竹を生やし、茶室以外の世界から断絶させる。数名が茶を点てて飲むためだけのために設計され、通常、他の建造物からも隔離させて建てる。建材も自然の状態のまま、塗装などをあまりしないものを多く用いる。

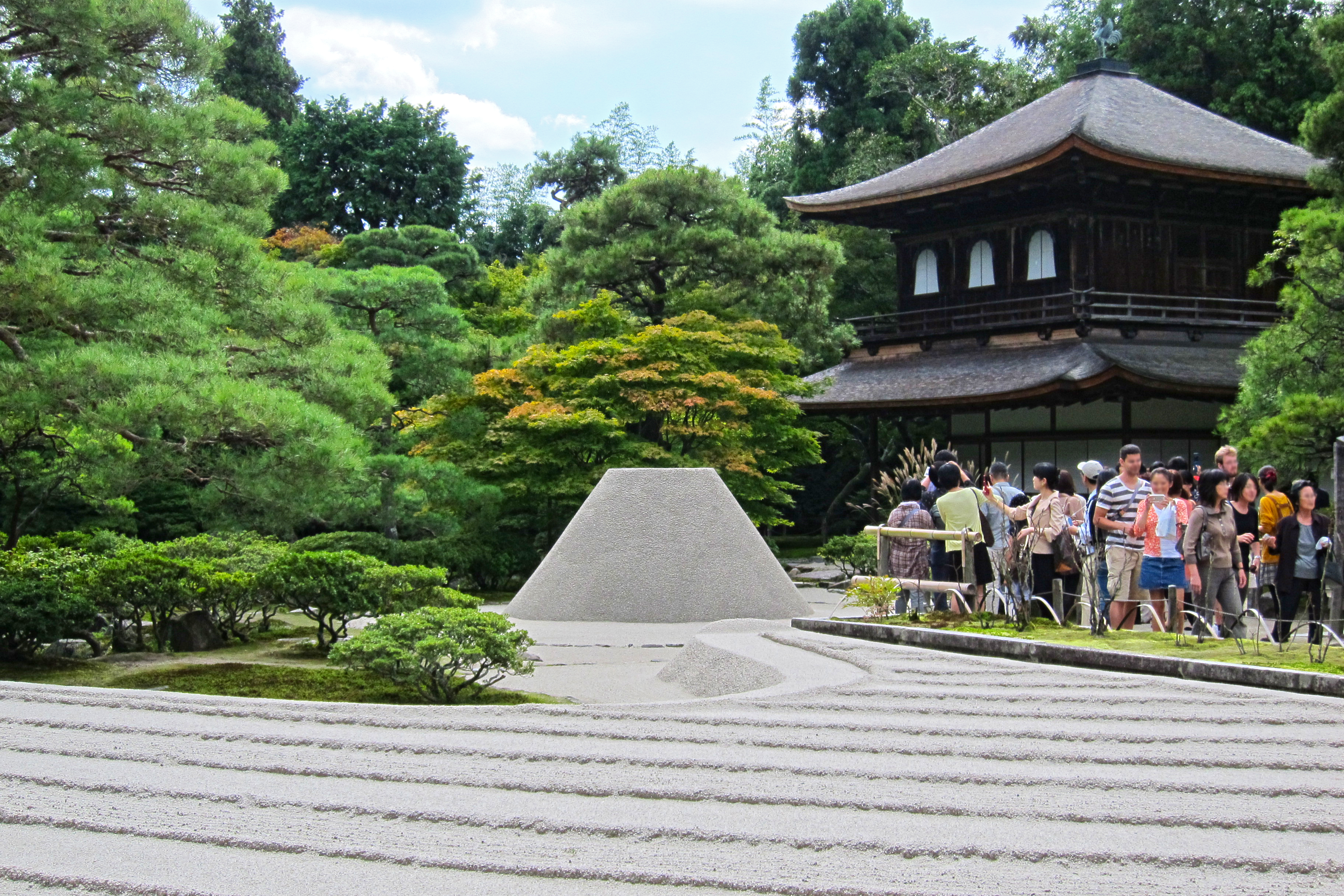
慈照寺庭園と銀閣

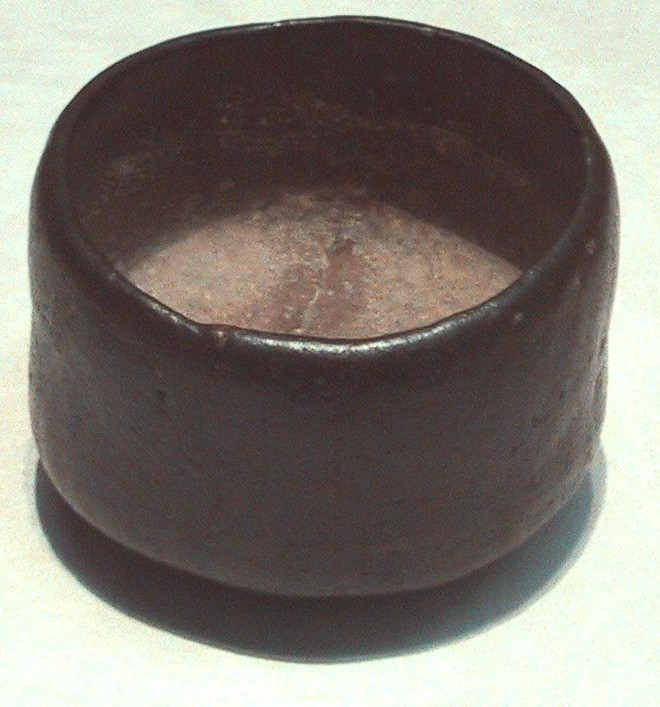
黒楽茶碗 銘尼寺 17世紀 東京国立博物館蔵

侘（わび、侘びとも）とは、辞典の定義によれば、「貧粗・不足のなかに心の充足をみいだそうとする意識」を言い、動詞「わぶ」の名詞形である。「わぶ」には、「気落ちする」「迷惑がる」「心細く思う」「おちぶれた生活を送る」「閑寂を楽しむ」「困って嘆願する」「あやまる」「・・・しあぐむ」といった意味がある。
本来、侘とは厭う(いとう)べき心身の状態を表すことばだったが、中世に近づくにつれて、いとうべき不十分なあり方に美が見出されるようになり、不足の美を表現する新しい美意識へと変化していった。室町時代後期には茶の湯と結び付いて侘の理解は急速に発達し、江戸時代の松尾芭蕉が侘の美を徹底したというのが従来の説である。しかし、歴史に記載されてこなかった庶民、特に百姓の美意識の中にこそ侘が見出されるとする説が発表されている。
侘に関する記述は古く『万葉集』の時代からあると言われている。『万葉集』では、恋愛におけるわびしさを表す意味で用いられる場合が多い。（「わび・さびの語源と用例」参照）
「侘」を美意識を表す概念として名詞形で用いる例は、江戸時代の茶書『南方録』が初出と言われる。これ以前では「麁相」（そそう）という表現が美意識の侘に近く、例えば、茶人の山上宗二（1544－1590）は「上をそそうに、下を律儀に（表面は粗相であっても内面は丁寧に）」（『山上宗二記』）と言っていた。もっとも、千利休（1522－1591）などは「麁相」であることを嫌っていたから必ずしも同義とは言い難い。しかしこの時代の茶の湯では、わびしさが単に粗末であるというだけではなく、美的に優れたものであることに注目するようになっていった。
侘の語は、先ず「侘び数寄」という熟語として現れた。これは「侘び茶人」つまり「一物も持たざる者、胸の覚悟一つ、作分一つ、手柄一つ、この三ヶ条整うる者」（『宗二記』）のことを指していた。「貧乏茶人」のことである。宗二は「侘び数寄」を評価していたので、侘び茶人すなわち貧乏茶人が茶に親しむ境地を評価していたといえる。千宗旦(1578－1658)の頃になると侘の一字で無一物の茶人を言い表すようになり、やがて茶の湯の精神を支える支柱として侘が醸成されていった。
宗二記では「侘び」について「宗易愚拙ニ密伝‥、コヒタ、タケタ、侘タ、愁タ、トウケタ、花ヤカニ、物知、作者、花車ニ、ツヨク、右十ヶ条ノ内、能意得タル仁ヲ上手ト云、但口五ヶ条ハ悪シ業初心ト如何」と記している。ここでは「侘タ」を茶の湯の十ヶ条の一つとし、侘びだけが茶の湯の代名詞とは扱っていない。また、初心者が目指すべき境地ではなく、一通り茶を習い身に着けて初めて目指しうる境地とされていた。
一般に「わび茶」の創始者と言われる室町時代の村田珠光（1422－1502）は、当時の高価な「唐物」を尊ぶ風潮に対して、より粗末なありふれた道具を用いる方向に茶の湯をかえていった。珠光は浄土宗の僧侶であり、臨済宗の僧一休宗純（1394-1481）の下に参禅し禅の思想に触れた。そして、禅と同様、「茶の湯を学ぶ上で一番悪いことは、我慢(慢心）我執の心を持つことである」（倉澤行洋『珠光―茶道形成期の精神』p.43「心の文」より 淡交社 2002）として、禅と茶の一致を説いた。いわゆる茶禅一味である。その方向を、武野紹鷗（1502－1555）や千利休に代表される堺の町衆が深化させたのである。彼らが侘について言及したものが残っていないため、侘に関しては、彼らが好んだものから探るより他はない。茶室はどんどん侘びた風情を強め、「床壁の張付を取り去って土壁とし、木格子を竹の格子とし、障子の腰板も取り去り、床のかまちが真の漆塗りであったのを木目の見える程度の薄塗りにするとか、またはまったく漆を塗らずに白木のままにした。」（『現代語訳 南方録』「棚 一茶室の発達」p.225-226熊倉功夫 中央公論社 2009）張付けだった壁は民家に倣って土壁」『南方録』）になり藁すさを見せた。茶室の広さは「4畳半から3畳半、2畳半に」、6尺の床の間は5尺、4尺へと小さくなり、塗りだった床ガマチも節つきの素木になった。紹鴎は日常品である備前焼や信楽焼きを好み、日常雑器の中に新たな美を見つけて茶の湯に取り込もうとした。このような態度は、後に柳宗悦(1889－1961)等によって始められた「民芸」の思想にも一脈通ずるところがある。 一方、 利休は自然で無駄のない楽茶碗を新たに創出させた。
侘は茶の湯の中で理論化されていったが、「わび茶」という言葉が出来るのも江戸時代である。江戸時代には多くの茶書が著され、それらによって、茶道の根本美意識として侘が位置付けられるようになった。武野紹鷗は侘を「正直に慎み深くおごらぬ様」と規定している。（桑田忠親『日本茶道史』p.129-130「紹鷗侘びの文」より 河原書店、1975年） 一時千利休の秘伝書と目された『南方録』では、侘が「清浄無垢の仏世界」（前出『現代語訳 南方録』「滅後 二茶の湯の将来」p.650）と示されるまでになる。『南方録』は全篇で「わび茶の心」（同書「はじめに」p.1）が語り続けられているが、その冒頭には、「小座敷の茶の湯は第一に仏教の教えをもって修行し悟りをひらくものである。…こういうことは全て釈迦や祖師のやってきた修行であり、そのあとをわれわれが学ぶことである」（同書「覚書 一わび茶の精神」p.15）との利休の言葉が記される。
岡倉覚三（天心）(1863－1913)の著書『The Book of Tea（茶の本）』の中では「茶道の根本は‘不完全なもの’を敬う心にあり」と記されている。この“imperfect（不完全なもの）”という表現が侘をよく表していると言える。英語で書かれた同書を通じて侘は世界へと広められ、その結果、日本を代表する美意識として確立されていった。
大正・昭和時代には茶道具が美術作品として評価されるようになり、それに伴って、侘という表現がその造形美を表す言葉として普及した。柳宗悦(1889－1961)や久松真一(1889－1980)などは高麗茶碗などの美を誉める際に侘という言葉をたびたび用いている。

## 寂
寂（さび、寂び、然びとも）は、「閑寂さのなかに、奥深いものや豊かなものがおのずと感じられる美しさ」を言い、動詞「さぶ」の名詞形である。
本来は時間の経過によって劣化した様子を意味している。漢字の「寂」が当てられ、転じて「寂れる」というように人がいなくなって静かな状態も表すようになった。さびの本来の意味である「内部的本質」が「外部へと滲み出てくる」ことを表す為に「然」の字を用いるべきだとする説もある。ものの本質が時間の経過とともに表に現れることをしか（然）び。音変してさ（然）びとなる。この金属の表面に現れた「さび」には、漢字の「錆」が当てられている。英語ではpatina（緑青）の美が類似のものとして挙げられ、緑青などが醸し出す雰囲気についてもpatinaと表現される。
「さび」とは、老いて枯れたものと、豊かで華麗なものという、相反する要素が一つの世界のなかで互いに引き合い、作用しあってその世界を活性化する。そのように活性化されて、動いてやまない心の働きから生ずる、二重構造体の美とされる。
本来は良い概念ではなかったが、寂しいという意味での寂は古く『万葉集』にも歌われている（「わび・さびの語源と用例」参照）。寂に積極的な美を見出したのは平安時代後期の歌人藤原俊成(しゅんぜい・としなり1114-1204)であると一般に言われる。歌の優劣を競う「歌合(うたあわせ)」の席で、歌の姿を「さび」ととらえ、それを評価したのである。歌われる「さびしさが重要な要素で、」「その寂しさを評価」(『さび ―俊成より芭蕉への展開』p.34 復本一郎 塙親書57 1983)した。
俊成の子定家（さだいえ・ていか1162-1241）は「見渡せば花も紅葉もなかりけり 浦の苫屋の秋の夕暮」（『新古今和歌集』363番）と詠み、夕暮れの静けさや寂しさを歌った。ここにも静けさや寂しさのなかに美を見出したことが示されている。またこの歌は、茶の湯の武野紹鴎によって侘び茶の心であると評されてもいる（前出『南方録』「わび茶の心」p.93）。
兼好法師（1283-1352頃）が書いたと言われる『徒然草』（1330～1349ごろ成立）には「羅（うすもの）は上下（かみしも）はづれ、螺鈿（らでん）の軸（じく）は貝落ちて後こそいみじけれ」といった友人を立派であると評して（第八十二段）、古くなった冊子を味わい深いと見る記述がある。また、「花はさかりに、月くまなきをのみ見るものかは」（第百三十七段）として、つぼみの花や散りしおれた花、雲間の月にも美が見出されることを示している。このような美を提示する『徒然草』も、「無常観によって対象を見ていた」と言われる。（前出『さび ―俊成より芭蕉への展開』p.57） 兼好は出家僧であり、「己をつづまやかにし、奢りを退け、財(たから)を持たず、世を貪らざらんぞ、いみじかるべき」（『徒然草』第十八段）と述べており、禅の生き方を理想としていることが読み取れる。侘の美意識とも重なる。また、兼好が生きた中世には『平家物語』や『方丈記』が成立し、無常観が意識されていた時代でもあった。兼好は「これまでにない高度で深遠な美的態度を表明した」（『侘びの世界』p.13 渡辺誠一 論創社 2001）といえる。この頃には寂しいもの不完全なものに価値を見出し、古びた様子に美を見出す意識が明瞭に表現されていたことが確認される。寂は室町時代には特に俳諧の世界で重要視されるようになり、能楽などにも取り入れられて理論化されてゆく。寂をさらに深化させて俳諧に歌ったのが江戸時代前期の松尾芭蕉(1644-1694)である。芸術性の高い歌を詠み、その独自な趣は蕉風と呼ばれた。寂は芭蕉以降の俳句では中心的な美意識となるが、芭蕉本人が寂について直接語ったり記した記録は非常に少ないとされる。芭蕉は「西行の和歌における、宗祇の連歌における、雪舟の絵における、利休が茶における、其貫道する物は一(いつ)なり」（『芭蕉文集』「笈の小文」p.52 日本古典文学大系46 岩波書店）と述べる。この「貫道する物」は「風雅」（同、p.52注）であり、風雅とは「広義には芸術、狭義には俳諧」(同、p.52注)をさす。そして、「風雅論に根ざして生まれたもの」(『芭蕉研究論稿集成』第一巻 「さび・しをり・ほそみ」p.428 潁原退藏 クレス出版)のひとつとして寂がある。しかし、さびしさをそのままさびしいと歌ったのみでは歌の評価は低い。歌の中に「さびしさを詠み込むことであったのであり、鑑賞する側から言えば、叙述された景の中にさびしさを読み取ること」（前出『さび ―俊成より芭蕉への展開―』p.87）が必要である。このあり方が歌の、絵の、茶の湯の、美を高める。しかも、それが自然にありのままになされるところが肝要である。わざとらしさ、ことさらな演出はかえって作り物の偽物になってしまうからである。そして、常時寂の境地にあることができるもののひとつが旅であった。「さびと孤独とのかかわりは、旅を通してあるいは草庵を通して、…すこぶる緊密である。」(『芭蕉における「さび」の構造』p.49 復本一郎 塙選書77 昭和48年) 芭蕉は草庵に住み、また、漂泊の旅の中で歌を詠み続けた。これは「人をして孤独の極に立たしめ、自己の内部における寂しさの質の転換を迫る場所」であり、そこで「本来、否定されるべきさびしさは、肯定すべき境地としての位置を占める」（前出『さび ―俊成より芭蕉への展開―』p.115) に至り、俳諧の「さび」となる。芭蕉に「この道や行く人なしに秋の暮れ」という歌がある。最晩年の歌である。「この道」は、秋の暮れに歩く人もいないさびしい道である。一般にこの句は、芭蕉の歩む俳諧の道が孤独であることを歌っている、と解釈される。しかし、芭蕉は仕官して立身出世しようとしたり、学問により自らの愚かさを悟ろうとしたり（前出『笈の小文』p.52）、仏門に入ろうとしたり（『幻住庵記』）したが、俳諧の道を選んだのである。このことを鑑みるに、「この道」は俳諧の道以上のものであるだろう。芭蕉における寂の精神性の深さがある。「この道」は「絶対的な存在としての道」（『侘び然び幽玄のこころ』p.198 森神逍遥 桜の花出版）であろう。「寂びしい自分の姿を超越した絶対的な静寂がそこを支配している」(同)という根源的事実の表現である。ここに寂び観の本質があり、これが仏教の根本と重なるのである。
侘びとともに利休以後の茶道の真髄として語られる寂びだが、意外なことに利休時代の茶の文献には見当たらない。「侘び」の項に挙げた山上宗二記の侘びの十ヶ条にも寂びは見られず、同書の他の部分にも「寂び」「寂びた」の語は現れない。おそらく江戸時代以降、俳諧が盛んになり寂びの概念が広がるとともに、侘びと結びつけられて茶道においても用いられることになったものであろう。
俳諧での寂とは、特に、古いもの、老人などに共通する特徴のことである。寺田寅彦は芭蕉の「さびしおり」を「自我の主観的な感情の動きを指すのではなくて、事物の表面の外殻を破ったその奥底に存在する真の本体を正しく認める時に当然認められるべき物の本情の相貌を指していう」（「俳諧の本質的概論」『寺田寅彦全集』第十二巻 p.90 岩波書店 1997年）とする。単なる寂しいや悲しいではなく、「もっと深い処に進入している」（同）のである。そして、芭蕉にこのことが可能であったのは、「自然と抱合し自然に没入した後に、再び自然を離れて静観し認識するだけの心の自由を有(も)っていた」（同p.105）からであると言う。さらに、俳句という領域を超えて、あるいは現代人においては、「飽く処を知らぬ慾望を節制して足るを知り分に安んずることを教える自己批判がさびの真髄ではあるまいか」（「俳句の精神」同全集同巻 p.147）とも言うのである。このような境地に立つときに見えてくる、古いものの内側からにじみ出てくるような、外装などに関係しない美しさが寂びなのである。例えば、コケの生えた石がある。誰も動かさない石は、日本の風土の中では表面にコケが生え、緑色になる。日本人はこれを、石の内部から出てくるものに見立てた。
また、内部的本質から外部へと滲みでてくる「然び」には、エイジング、錆びついていく、古めかしく「渋み」が出たアンティークの意味合いがある（前出『侘び然び幽玄のこころ』p.173）。このように古びた様子に美を見出す態度であるため、骨董趣味と関連が深い。たとえば、イギリスなどの骨董（アンティーク）とは、異なる点もあるものの、共通する面もあるといえる。寂はより自然そのものの作用に重点がある一方で、西洋の骨董では歴史面に重点があると考えられる。
わびさびは一般に茶の湯や俳諧の場面で論じられる。利休も芭蕉も歴史に名を残す。わびさびの境地を深めるため、茶の湯という場を作り、あるいは、旅に出る。そこで侘しさや寂しさを生きるのである。しかし、わざわざ選び取るまでもなく、長い歴史の中で否応なくぎりぎりの侘しさや寂しさの中で日常を送ってきたのが、庶民であった。寂しさや侘しさに浸りきってしまっては生活は成り立たない。生きていくためには、「自己の内部における寂しさの質の転換」（同出『さび―俊成より芭蕉への展開―』p.115）をなさないわけにはいかない。「否定されるべきさびしさは、肯定すべき境地としての位置を占める」（同p.115）しかないのである。「諦めと受け入れの意識」（前出『侘び然び幽玄のこころ』p.51）の意識の中で生きるのであれば、侘び寂びの生そのものである。日常の生活空間である。しかし、この生は未だ「美にまでには昇華されていない。」（同p.52） そのためには、そのような侘しさ寂しさの生を生きながら、「ふと我に返り達観した思いの中で今を見詰め許容し、その人生乃至その時を愛でる」(同p.46 )ことがなければならない。この時の美は歴史の表舞台には現れないが、庶民の生活の中に息づいてきた。日本古来の神道の考え方、ハレとケとの伝統的な区別、仏教の教えなどと共に醸成された意識であろう。わびさびは、この現実の生活を営みながらも「世俗を離れ」（『日本大百科』「わび」）「飾りやおごりを捨て」（『大辞林』「わび」）、さらには「いっさいを否定し捨て去ったなかに」見えてくる、「人間の本質」（『日本大百科』「わび」）に直結した美意識である。それゆえ、否定し捨て去る度合いによってそれぞれに深浅の差があるにしても、「日本人の一般的な生活感情の領域にまで影響を与え、今日に至っている」（『日本大百科』「さび」）のである。
歴史に残る侘び寂びのみならず、庶民の生活の中にも侘び寂びが見出されることによって、侘び寂びは日本の美意識、日本の哲学であるといえる。

## わび・さびの語源と用例
- わび（動詞「わびる（侘）の連用形の名詞化）
  - 万葉集 四・六四四 「今は吾は和備（ワビ）そしにける気（いき）の緒に思いし君を許さく思えば（紀女郎）」
  - 俳諧・田舎の句合〔1680〕二一番 「佗に絶て一炉の散茶気味ふかし」
  - 浄瑠璃 曾我扇八景〔1711頃〕紋尽し「檜の木作りも気づまりさに、わびのふせ屋の物ずき」
  - 浄瑠璃 信州川中島合戦〔1721〕三 「おわびおわびと心を揉む」
  - 咄本・醒睡笑〔1628〕八 「花をのみ待つらん人に山里の雪間の草の春を見せばや 利久はわびの本意とて、此の歌を常に吟じ」
  - 南方録〔17C後〕覚書 「惣而わびの茶の湯、大てい初終の仕廻、二時に過べからず」
  - 俳諧・続の原〔1688〕「梅の侘、桜の興も、折にふれ、時にたがへば、句も又人を驚しむ」
  - 上井覚兼日記‐天正二年〔1574〕八月一五日「川上上野守殿藺牟田地頭 御侘被成候」
  - 久松真一『わびの茶道』（昭和23年講演筆録）一燈園燈影舎、1987 「茶事の和美」「特に「和美」というような語を使ったのは、茶事における侘芸術の美が、絵画とか工芸とかいうような特殊な個別的美ではなくして、上に述べたごとく、多くの種類の美を内面的、統一的に綜合して、一大和美を成していることをいいあらわそうとするためである。」

- わ・びる 【侘・詫】 わぶ 解説・用例〔自バ上一〕文語 わ・ぶ〔自バ上二〕
  - 続日本紀‐宝亀二年〔771〕二月二二日・宣命「言はむすべも無く為むすべも知らに、悔しび賜ひ和備（ワビ）賜ひ」
  - 万葉集〔8C後〕四・七五〇「思ひ絶え和備（ワビ）にしものをなかなかに何か苦しく相見そめけむ〈大伴家持〉」
  - 古今和歌集〔905〜914〕春上・五〇「山たかみ人もすさめぬさくら花いたくなわびそ我みはやさむ〈よみ人しらず〉」
  - 古今和歌集〔905〜914〕仮名序「きのふはさかえおごりて、時をうしなひ、世にわび」
  - 古今和歌集〔905〜914〕秋上・一九九「秋の夜はつゆこそことにさむからしくさむらごとに虫のわぶれば〈よみ人しらず〉」
  - 古事記〔712〕上「其の神の嫡后（おほきさき）須勢理毘売命、甚く嫉妬（うはなりねたみ）為（し）たまひき。故、其の日子遅の神和備弖（ワビテ）〈三字は音を以ゐよ〉」
  - 蜻蛉日記〔974頃〕下・天延二年「いとわりなき雨にさはりて、わび侍り」
  - 源氏物語〔1001〜14頃〕帚木「にはかにとわぶれど、人も聞き入れず」
  - 仮名草子・仁勢物語〔1639〜40頃〕上・二六「をかし、男、五十余りなりける女を、まうけける事と、わびける人の返しに」

- わぶ・る 【侘】解説・用例〔自ラ下二〕「わびる（侘）」に同じ。
  - 万葉集〔8C後〕一五・三七五九「たちかへり泣けどもあれはしるし無み思ひ和夫礼（ワブレ）て寝る夜しそ多き〈中臣宅守〉」

- さぶし[佐夫志、左夫思]（形シク）
  - 万葉集 八七八 「言ひつつも後こそ知らめとのしくも佐夫志計（サブシケ）めやも君坐（いま）さずして」
  - 万葉集 四八六 「山の端にあぢ群さわきゆくなれど吾は左夫思(さぶし)ゑ君にしあらねば」

- さびし・い 【寂・淋】
  - 宇津保物語〔970〜999頃〕楼上下 「帰りてのち、家のさびしきをながめて、時につけつつつくりあつめ給へる詩をずんじ給へる」
  - 源氏物語〔1001〜14頃〕須磨 「ところ狭く集ひし馬・車の、かたもなく、さびしきに、世は憂き物なりけりと思し知らる」
  - 源氏物語〔1001〜14頃〕若菜下 「世の中さびしく思はずなることありとも忍びすぐし給へ」
  - 阿波国文庫旧蔵本伊勢物語〔10C前〕五八 「むぐらおひ荒たる宿のさびしきは、かりにもおきのすだくなりけり」
  - 山家集〔12C後〕中 「雲取や志古の山路はさておきて小口（をぐち）が原のさびしからぬか」
  - 堤中納言物語〔11C中〜13C頃〕ほどほどの懸想 「このわらは〈略〉宮のうちもさびしくすごげなるけしきを見て、語らふ」
  - 新古今和歌集〔1205〕冬・六七四 「ふる雪にたくもの煙かき絶えてさびしくもあるかしほがまの浦〈九条兼実〉」
  - 太平記〔14C後〕一八・春宮還御事 「蔦（つた）はい懸（かかり）て池の姿も冷愁（サビシ）く、汀（みぎは）の松の嵐も秋冷（すさまじ）く吹（ふき）しほりて」
  - 天正本節用集〔1590〕 「隘 サモシ サミシ」
  - 人情本・人情廓の鶯〔1830〜44〕後・上 「エエ見さげ果（はて）たる淋（サミ）しい根情」
  - 帰郷〔1948〕〈大佛次郎〉再会 「きびしさが現れていながら影に変に淋しいものがあるやうに感じた」p.60 講談社 1959
  - 自由学校〔1950〕〈獅子文六〉悪い日 「後味は、かえって、苦く、寂しい」p.118 ちくま文庫 2016

- うら‐さ・ぶ 【心寂】
  - 万葉集 三三 「ささなみの国つみ神の浦佐備（うらサビ）て荒れたる都見れば悲しも」
  - 万葉集 四二一四 「愛（は）しきよし 君はこのころ 宇良佐備（ウラサビ）て 嘆かひいます」
  - 山家集〔12C後〕中 一〇二三 「み熊野の浜木綿おふるうらさびて人なみなみに年ぞ重なる」
  - 月清集〔1204頃〕下 「宮居せしとしもつもりのうらさひて神代おぼゆる松の風かな」
  - 新続古今和歌集〔1439〕雑上・一七一八 「秋風の松ふく音も浦さひて神も心やすみのえの月」

- うらさび‐くら・す 【心寂暮】
  - 万葉集 一五九 「夕されば あやに悲しみ 明けくれば 裏佐備晩（うらサビくらし）」
  - 万葉集 二一〇 「嬬屋（つまや）の内に 昼はも 浦不楽晩之（うらさびくらシ） 夜はも 息づき明（あか）し 嘆けども」

## 日本国外での"Wabi, Sabi and Shibui"の評価
日本国外でも“Wabi, Sabi and Shibui”は、日本の美意識の一つとして評価されている。イギリス人の陶芸家であり、白樺派や民藝運動にも関わりがあり、日本民藝館の設立にあたり、柳宗悦に協力したバーナード・リーチは、純粋芸術としての陶芸に対し、実用的な日用陶器を作る制作スタイルを示していた。「The Unknown Craftsman: A Japanese Insight Into Beauty」などを使い日本の“Wabi, Sabi and Shibui”の概念をイギリスに紹介し、展覧会も開きその理論を解説した。“Wabi, Sabi and Shibui”は、日本のデザインを表現する上で基本的な概念の一つと考えられている。